# Списак награда и признања Америчке кошаркашке асоцијације
Америчка кошаркашка асоцијација (енгл. American Basketball Association), позната по свом акрониму АБА (од енгл. ABA), је била професионална кошаркашка лига која је деловала од сезоне 1967/68. све док није престала да постоји спајањем АБА и НБА 1976. године. АБА је доделила низ годишњих награда и признања како би одала признање својим играчима и руководиоцима.
Додељено је шест награда од стране АБА. Три награде за најкориснијег играча (МВП) додељиване су годишње на Ол-стар утакмици, регуларној сезони и плеј-офу. У спорту, играч за који се процени да је најважнији за тим је најкориснији играч (МВП). Остале годишње награде укључују извршни директор године, тренер године и новајлија године. Уручена су и признања играчима који су се истакли у категоријама: најбољи играчи, најбољи одбрамбени играчи и најбољи почетници. Награда за руководиоца године и тим за све дефанзиве почели су у сезони 1972/73, док су остали почели у првој сезони. Џулијус Ирвинг је освојио највише МВП АБА награда, укупно пет, три у регуларној сезони и две у плеј-офу. Артис Гилмор је освојио највише укупно АБА награда, девет, али само 1 МВП. Укупно 80 АБА играча и руководилаца добило је најмање једну награду или признање.

## АБА шампионат
Финале Америчке кошаркашке асоцијације (АБА) је била шампионска серија АБА лиге, професионалне кошаркашке лиге, у којој су два тима играла међусобно за титулу. АБА је формирана у јесен 1967. године, а прво АБА финале је одиграно на крају прве сезоне лиге у пролеће 1968. године. Лига је престала са радом 1976. спајањем АБА и НБА и четири тима из АБА су наставила да играју у Националној кошаркашкој асоцијацији.
Сва АБА финала су била у формату најбољи од седам и такмичили су се између победника Источне дивизије и победника Западне дивизије. Једини тимови који су више пута освојили шампионат били су Индијана пејсерси и Њујорк нетси. Индијана пејсерси су првобитно играли у АБА финалу 1969. године, које су изгубили од Окланд оукса, али су следеће године освојили шампионат против Лос Анђелес старса. Поново су победили у АБА финалу 1972. године, своју прву после преласка у Западну дивизију, против Њујорк нетса и освојили своје последње АБА првенство против Кентаки колонелса 1973. године. Њујорк нетси су освојили свој први шампионат 1974. године против Јута старса, а други против Денвер нагетса 1976. године.
Последње АБА финале је било 1976. године, након чега је дошло до спајања АБА и НБА у једну лигу, сва четири тима која су наставили у НБА су успела да дођу или су победила у АБА финалу.

## Награде
| *         | Изабран у Кошаркашку Кућу славних                        |
| Играч (X) | Означава колико је пута играч добио одговарајућу награду |

### Најкориснији играч АБА
Најкориснији играч (МВП) је била годишња награда која је први пут додељена у сезони 1967/68. Сваки играч који је освојио награду играо је за тим са најмање 45 победа у регуларној сезони. Инаугурациони добитник награде био је Кони Хоукинс из „Куће славних”. Члан Куће славних Џулијус Ирвинг освојио је награду три пута, све са Њујорк нетсима. Мел Данијелс је освојио два пута са Индијана пејсерсима. Ирвинг и Џорџ Мекгинис су били заједнички победници у сезони 1974/75. Седам добитника награда је играло на позицији форварда, док је шест играло на позицији центра. Два почетника су освојила награду: Спенсер Хејвуд у сезони 1969/70. и Артис Гилмор у сезони 1971/72. Са проглашењем Мекгиниса за члана класе Нејсмит Меморијал кошаркашке куће славних 2017, сваки МВП из АБА лиге је успео да буде уврштен у Кућу славних.
| Сезона      | Играч               | Позиција | Екипа             |
| ----------- | ------------------- | -------- | ----------------- |
| 1967/68.    | Кони Хоукинс*       | F/C      | Питсбург пајперси |
| 1968/69.    | Мел Данијелс*       | C        | Индијана пејсерси |
| 1969/70.    | Спенсер Хајвуд*     | F/C      | Денвер рокетси    |
| 1970/71.    | Мел Данијелс* (2)   | C        | Индијана пејсерси |
| 1971/72.    | Артис Гилмор*       | C        | Кентаки колонелси |
| 1972/73.    | Били Канингам*      | G/F      | Каролина кугарси  |
| 1973/74.    | Џулијус Ирвинг*     | F        | Њујорк нетси      |
| 1974/75.[a] | Џулијус Ирвинг* (2) | F        | Њујорк нетси      |
| 1974/75.[a] | Џорџ Мекгинис*      | F/C      | Индијана пејсерси |
| 1975/76.    | Џулијус Ирвинг* (3) | F        | Њујорк нетси      |

### Новајлија године
Награда за почетника године је била годишња награда која је први пут додељена у сезони 1967/68, најбољим новајлијама у регуларној сезони. Инаугурациони добитник награде био је Мел Данијелс, који је такође освојио две МВП награде током своје АБА каријере. Двојица победника за почетника године су освојили награду за МВП у истој сезони: Спенсер Хејвуд у сезони 1969/70. и Артис Гилмор у сезони 1971/72. Два победника за почетника године изабрана су у Нејсмит Меморијал кошаркашку кућу славних: 1970/71. новајлија године Дан Ијсел и 1975/76. новајлија године Дејвид Томпсон. Ајсел и Чарли Скот су били заједнички победници у сезони 1970/71.
| Сезона      | Играч           | Позиција | Екипа                |
| ----------- | --------------- | -------- | -------------------- |
| 1967/68.    | Мел Данијелс*   | C        | Минесота маскиси     |
| 1968/69.    | Ворен Џабали    | G/F      | Оукланд оукси        |
| 1969/70.    | Спенсер Хејвуд* | F/C      | Денвер рокетси       |
| 1970/71.[a] | Чарли Скот*     | G/F      | Вирџинија сквајерси  |
| 1970/71.[a] | Ден Ајсел*      | C/F      | Кентаки колонелси    |
| 1971/72.    | Аетис Гилмор*   | C        | Кентаки колонелси    |
| 1972/73.    | Брајан Тејлор   | G        | Њујорк нетси         |
| 1973/74.    | Свен Нејтер     | C        | Сан Антонио спарси   |
| 1974/75.    | Марвин Барнс    | F/C      | Спиритс ов Сент Луис |
| 1975/76.    | Дејвид Томпсон* | G/F      | Денвер нагетси       |

### Тренер године
Тренер године је била годишња награда која се први пут додељује у сезони 1967/68, најбољим тренерима регуларне сезоне. Инаугурациони добитник награде био је Винс Казета, који је тренирао Питсбург пајперсе у АБА шампионату. Тренер Окланд окса Алекс Ханум освојио је награду следеће сезоне, а такође је тренирао свој тим за АБА шампионат. Лари Браун је освојио награду три пута, и једини је тренер који је освојио награду више пута. Две сезоне су имале заједничке победнике, Џоа Белмонта и Била Шармана у сезони 1969/70, као и Џоа Малинија и Бејба Макартија у сезони 1973/74. Ханум, Шарман и Браун су једини примаоци који су примљени у Нејсмит Меморијал кошаркашку кућу славних. Сваки тренер је освојио награду са позитивним скором.
| Победа%  | Победнички проценат                   |
| Дивизија | Позиција у регуларној сезони дивизије |

| Сезона      | Тренер          | Екипа               | Поб–игуб | Поб% | Дивизија   |
| ----------- | --------------- | ------------------- | -------- | ---- | ---------- |
| 1967/68.    | Винс Кацета     | Питсбург пајперси   | 54 : 24  | .692 | 1. (Исток) |
| 1968/69.    | Алекс Ханум*    | Окланд окси         | 60 : 18  | .769 | 1. (Запад) |
| 1969/70.[a] | Бил Шарман*     | Лос Анђелес старси  | 43 : 41  | .512 | 4. (Запад) |
| 1969/70.[a] | Џо Белмонт      | Денвер рокетси      | 42 : 14  | .750 | 1. (Запад) |
| 1970/71.    | Ал Бјанки       | Вирџинија сквајерси | 55 : 29  | .655 | 1. (Исток) |
| 1971/72.    | Том Нисалке     | Далас чапаралси     | 42 : 42  | .500 | 3. (Запад) |
| 1972/73.    | Лари Браун*     | Каролина кугарси    | 57 : 27  | .679 | 1. (Исток) |
| 1973/74.[a] | Бејб Макарти    | Кентаки колонелси   | 53 : 31  | .631 | 2. (Исток) |
| 1973/74.[a] | Џо Мулани       | Јута старси         | 51 : 33  | .607 | 1. (Запад) |
| 1974/75.    | Лари Браун* (2) | Денвер нагетси      | 65 : 19  | .774 | 1. (Запад) |
| 1975/76.    | Лари Браун* (3) | Денвер нагетси      | 60 : 24  | .714 | (нема)     |

### МВП плеј-офа
Награда за најкориснијег играча плеј-офа је годишња награда која се додељује у АБА плеј-офу. Награда је први пут додељена у АБА плеј-офу 1968. и повучена је као део спајања АБА и НБА. Први добитник награде био је играч Питсбург пајперса Кони Хокинс. У свим приликама, играч који је освојио плеј-оф МВП награду био је из тима који је освојио АБА шампионат. Џулијус Ирвинг, који је водио Њујорк нетсе до два АБА шампионата 1974. и 1976. године, једини је играч који је два пута освојио награду.
| Година | Играч               | Позиција | Екипа             | Белешка |
| ------ | ------------------- | -------- | ----------------- | ------- |
| 1968   | Кони Хоукинс*       | F/C      | Питсбург пајперси | [ 11 ]  |
| 1969.  | Ворен Џабали        | G/F      | Оукланд оукси     | [ 12 ]  |
| 1970.  | Роџер Браун*        | F/G      | Индијана пејсерси | [ 13 ]  |
| 1971.  | Зелмо Бити*         | C        | Јута старси       | [ 14 ]  |
| 1972.  | Фреди Луис          | G        | Индијана пејсерси | [ 15 ]  |
| 1973.  | Џорџ Мекгинис*      | F/C      | Индијана пејсерси | [ 16 ]  |
| 1974.  | Џулијус Ирвинг*     | F        | Њујорк нетси      | [ 1 ]   |
| 1975.  | Артис Гилмор*       | C        | Кентаки колонелси | [ 17 ]  |
| 1976.  | Џулијус Ирвинг* (2) | F        | Њујорк нетси      | [ 1 ]   |

### МВП ол стар утакмице
Најкориснији играч ол−стар утакмице (МВП) је годишња награда која се додељује најбољем играчу годишње „Ол-стар” утакмице. Награда је установљена на ол−стар утакмици 1968. године и трајала је све до спајања АБА и НБА. Први добитник награде био је Лари Браун, који је постигао 17 поена у поразу своје екипе, екипе Западне дивизије. Браун и победник из 1971. Мел Данијелс једини су играчи који су освојили награду док су били у тиму који је поражен на ол−стар утакмици. Три почетника су освојила награду: Браун, Спенсер Хејвуд на ол−стар утакмици 1970. године и Дејвид Томпсон на ол−стар утакмици 1976. године. Од 1968. до 1975. године, игра је спајала најбоље играче Источне дивизије са најбољим играчима Западне дивизије. Запад је освојио пет МВП награда ол−стар утакмице, док је Исток освојио три. На ол−стар утакмици 1976. године тимови учесници ол−стар утакмице су били Денвер нагетси и ол−стари. Денвер је победио тој ол−стар утакмици, са Томпсоном као МВП.
| Година | Играч           | Позиција | Ол-стар тим  | Тим                  |
| ------ | --------------- | -------- | ------------ | -------------------- |
| 1968.  | Лари Браун      | Б        | Запад (изг.) | Њу Орлеанс баканирси |
| 1969.  | Џон Бесли       | К/Ц      | Запад        | Далас чапаралси      |
| 1970.  | Спенсер Хејвуд* | К/Ц      | Запад        | Денвер рокетси       |
| 1971.  | Мел Денијелс*   | Ц        | Запад (изг.) | Индијана пејсерси    |
| 1972.  | Ден Ајсел*      | Ц/К      | Исток        | Кентаки колонелси    |
| 1973.  | Ворен Џабали    | Б/К      | Запад        | Денвер рокетси       |
| 1974.  | Артис Гилмор*   | Ц        | Исток        | Кентаки колонелси    |
| 1975.  | Фреди Луис      | Б        | Исток        | Спиритс ов Сент Луис |
| 1976.  | Дејвид Томпсон* | Б/К      | Денвер       | Денвер нагетси       |

### Извршни директори године
| Сезона   | Извршилац    | Екипа              |
| -------- | ------------ | ------------------ |
| 1972/73. | Карл Шир     | Каролина кугарси   |
| 1973/74. | Џек Анкерсон | Сан Антонио спарси |
| 1974/75. | Карл Шир (2) | Денвер нагетси     |
| 1975/76. | Карл Шир (3) | Денвер нагетси     |

- a  Означава годину у којој су заједнички победници проглашени за одговарајућу награду

## Почасти
| *         | Изабрани за Кошаркашку Кућу славних   |
| Играч (X) | Означава колико је пута играч изабран |

### Листа Ол−АБА тимова по сезонама
Ол-АБА тим је било годишње признање које се додељује најбољим играчима у лиги након сваке АБА сезоне. Тим је биран у свакој сезони постојања лиге, још од њене инаугурационе сезоне 1967/68. Алл-АБА тим је био састављен од две поставе по пет играча, првог и другог тима, од којих се сваки обично састоји од два нападача, једног центра и два бека. Нерешено се догодило само једном у сезони 1970/71 када су чланови кошаркашке куће славних Нејсмит Меморијал, Зелмо Бити и Дан Асел изабрани на централну позицију за Ол-АБА други тим.
Мел Данијелс, Ајсел, Артис Гилмор и Џулијус Ирвинг изједначавају се за рекорд по броју избора са пет избора. Рик Бари, Дони Фриман, Мак Калвин и Луи Дампјер имају по четири укупно изабране селекције, док следе Лари Џонс, Роџер Браун, Џорџ Мекгинис и Ралф Симпсон са укупно три селекције. Гилмор има највише Ол-АБА селекција првог тима са пет, док су Данијелс, Бари и Ирвинг су изједначени на другом месту са по четири избора. Укупно девет играча је изабрано током својих почетничких година: Данијелс, Спенсер Хејвуд, Скот, Асел, Ирвинг, Гилмор, Свен Нејтер, Марвин Барнс и Дејвид Томпсон.
| Играч (у курзивном текстуt) | Означава играча који је освојио АБА најкориснијег играча исте године |

| Сезона   | Први тим                            | Први тим                                | Први тим                            | Први тим                             | Први тим                          | Други тим                          | Други тим                           | Други тим                            | Други тим                           | Други тим                            |
| -------- | ----------------------------------- | --------------------------------------- | ----------------------------------- | ------------------------------------ | --------------------------------- | ---------------------------------- | ----------------------------------- | ------------------------------------ | ----------------------------------- | ------------------------------------ |
| Сезона   | Крило                               | Крилни центар                           | Центар                              | Бек                                  | Плејмејкер                        | Крило                              | Крилни центар                       | Центар                               | Бек                                 | Плејмејкер                           |
| 1967/68. | Кони Хоукинс, Питсбург пајперси     | Даг Мо, Њу Орлеанс буканирси            | Мел Денијелс, Минесота маскиси      | Лери Џонс, Денвер рокетс             | Чарли Вилијамс, Питсбург пајперси | Роџер Браун, Индијана пејсерси     | Синси Пауел, Далас чапаралси        | Џон Бејзли, Далас чапаралси          | Лери Браун, Њу Орлеанс буканирси    | Луи Дампијер, Кентаки колонелси      |
| 1968/69. | Кони Хоукинс, Минесота пајперси (2) | Рик Бери, Олкланд окси                  | Мел Данијелс, Индијана пејсерси (2) | Џими Џонс, Њу Орлеанс буканирси      | Леро Џонс, Денвер рокетси (2)     | Џон Бејзли, Далас чапаралси (2)    | Даг Мо, Олкланд окси (2)            | Ред Робинс, Њу Орлеанс буканирси     | Дони Фриман, Мајами флоридијанси    | Луи Дампијер, Кентаки колонелси (2)  |
| 1969/70. | Рик Бери, Вашингтон капиталси (2)   | Спенсер Хејвуд, Денвер рокетси          | Мел Данијелс, Индијана пејсерси (3) | Боб Верга, Каролина кугарси          | Лери Џонс, Денвер рокетси (3)     | Роџер Браун, Индијана пејсерси (2) | Боб Нетолицки, Индијана пејсерси    | Ред Робинс, Њу Орлеанс буканирси (2) | Луи Дампијер, Кентаки колонелси (3) | Дони Фриман, Мајами флоридијанси (2) |
| 1970/71. | Роџер Браун, Индијана пејсерси (3)  | Рик Бери, Њујорк нетси (3)              | Мел Данијелс, Индијана пејсерси (4) | Мак Калвин, Флоридијанси             | Чарли Скот, Вирџинија сквајерси   | Џон Брискер, Питсбурк кондорси     | Џо Колдвел, Каролина кугарси        | Зелмо Бити, Јута старси (исто)       | Дони фримен, Тексас чапаралси (3)   | Лери Кенон, Денвер рокетси           |
| 1970/71. | Роџер Браун, Индијана пејсерси (3)  | Рик Бери, Њујорк нетси (3)              | Мел Данијелс, Индијана пејсерси (4) | Мак Калвин, Флоридијанси             | Чарли Скот, Вирџинија сквајерси   | Џон Брискер, Питсбурк кондорси     | Џо Колдвел, Каролина кугарси        | Ден Ајсел, Кентаки колонелси (исто)  | Дони фримен, Тексас чапаралси (3)   | Лери Кенон, Денвер рокетси           |
| 1971/72. | Ден Ајсел, Кентаки колонелси (2)    | Рик Бери, Њујорк нетси (4)              | Артис Гилмор, Кентаки колонелси     | Дони Фримен, Далас чапаралси (4)     | Бил Мелчиони, Њујорк нетси        | Вили Вајс, Јута старси             | Џулијус Ирвинг, Вирџинија сквајерси | Зелмо Бити, јута старси (2)          | Ралф Симпсон, Денвер рокетси        | Чарли Скот, Вирџинија сквајерси (2)  |
| 1972/73. | Били Канингам, Каролина кугарси     | Џулијус Ирвинг, Вирџинија сквајерси (2) | Артис Гилмор, Кентаки колонелси (2) | Џими Џонс, Јута старси (2)           | Ворен Џабали, Денвер рокетси      | Џорџ Мекгинис, Индијана пејсерси   | Ден Ајсел, Кентаки колонелси (3)    | Мел Денијелс, Индијана пејсерси (5)  | Ралф Симпсон, Денвер рокетси (2)    | Мак Калвин, Каролина кугарси (2)     |
| 1973/74. | Џулијус Ирвинг, Њујорк нетси(3)     | Џорџ Мекгинис, Индијана пејсерси (2)    | Артис Гилмор, Кентаки колонелси (3) | Џими Џонс, Јута старси (3)           | Мек Калвин, Каролина кугарси (3)  | Ден Ајсел, Кентаки колонелси (4)   | Вили Вајс, Јута старси (2)          | Свен Нејтер, Сан Антонио спарси      | Рон Бун, Јута старси                | Луј Дампијер, Кентаки колонелси (4)  |
| 1974/75. | Џулијус Ирвинг, Њујорк нетси (4)    | Џорџ Мекгинис, Индијана пејсерси (3)    | Артис Гилмор, Кентаки колонелси (4) | Мак Калвин, Денвер нагетси (4)       | Рон Бун, Јута старси (2)          | Марвин Барнс, Спиритс оф Ст. Луис  | Џорџ Гервин, Сан Антонио спарси     | Свен Нејтер, Сан Антонио спарси (2)  | Брајан Тејлор, Њујорк нетси         | Џејмс Силас, Сан Антонио спарси      |
| 1975/76. | Џулијус Ирвинг, Њујорк нетси (5)    | Били Најт, Индијана пејсерси            | Артис Гилмор, Кентаки колонелси (5) | Џејмс Силлас, Сан Антонио спарси (2) | Ралф Симпсон, Денвер нагетси(3)   | Дејвид Томпсон, Денвер нагетси     | Боби Џонс,Денвер нагетси            | Ден Ајсел, Денвер нагетси (5)        | Дон Бас, Индијана пејсерси          | Џорџ Гервин, Сан Антонио спарси (2)  |
| Извор:   |                                     |                                         |                                     |                                      |                                   |                                    |                                     |                                      |                                     |                                      |

### Ол АБА одбрамбени тим
Свеодбрамбени тим је била годишња част која се додељује најбољим одбрамбеним играчима у лиги од сезоне 1972/73 до сезоне када се лига спојила са НБА. Свеодбрамбени тим је био састављен од петорице људи без обзира на позицију. Артис Гилмор држи рекорд по броју избора са четири, док следе Мајк Гејл, Џулијус Ки, Фати Тејлор, Вили Вајз, Дон Баз, Боби Џонс и Брајан Тејлор са две селекције. Боби Џонс је био једини играч који је изабран током прве године.
| Сезона   | Селекција     | Селекција         | Селекција         | Селекција     | Селекција         | Селекција                |
| -------- | ------------- | ----------------- | ----------------- | ------------- | ----------------- | ------------------------ |
| 1972/73. | Џо Колдвел    | Мајк Гејл         | Артис Гилмор*     | Џулиус Киј    | Фати Тејлор       | Вили Вајс                |
| 1973/74. | Мајк Гејл (2) | Артис Гилмор (2)* | Џулиус Киј (2)    | Тед Меклајн   | Фати Тејлор (2)   | Вили Вајс (2)            |
| 1974/75. | Дон Бус       | Артис Гилмор (3)* | Боби Џонс*        | Вил Џонс      | Брајан Тејлор     | Шести играч није изабран |
| 1975/76. | Дон Бус (2)   | Џулијус Ирвинг*   | Артис Гилмор (4)* | Боби Џонс (2) | Брајан Тејлор (2) | Шести играч није изабран |

### Ол АБА тим новајлија
Ол АБА тим новајлија је била годишња част која се даје најбољим почетницима током регуларне сезоне. Тим је биран у свакој сезони постојања лиге, још од њене инаугурационе сезоне 1967/68. Ол-руки тим је био састављен од петоро играча.
| Играч (у курзивном тексту) | Означава играча који је исте године освојио титулу АБА почетника године |

| Сезона   | Селекција       | Селекција      | Селекција      | Селекција        | Селекција         | Селекција |
| -------- | --------------- | -------------- | -------------- | ---------------- | ----------------- | --------- |
| 1967/68. | Луи Дампијер*   | Мел Денијелс*  | Џими Џонс      | Боб Нетолики     | Трупер Вашингтон  |           |
| 1968/69. | Рон Бун         | Ворен Џабали   | Лери Милер     | Џин Мур          | Волтер Пјатковски |           |
| 1969/70. | Мајк Берет      | Џон Брискер    | Мек Калвин     | Спенсер Хејвуд*  | Вили Вајс         |           |
| 1970/71. | Џо Хамилтон     | Ден Ајсел*     | Вендел Ладнер  | Самјуел Робинсон | Чарли Скот*       |           |
| 1971/72. | Џулијус Ирвинг* | Артис Гилморе* | Џорџ Мекгинис* | Џони Њуман       | Џон Роче          |           |
| 1972/73. | Џим Чонс        | Џорџ Гервин*   | Џејмс Силас    | Брајаб Тејлор    | Денис Вујцик      |           |
| 1973/74. | Мајк Грин       | Лери Кенон     | Бо Ламар       | Свен Нејтер      | Џон Вилијамсон    |           |
| 1974/75. | Марвин Барнс    | Гас Џерард     | Боби Џонс*     | Били Најт        | Мозес Малон*      |           |
| 1975/76. | Тики Бурден     | Ем Ел Кер      | Ким Хју        | Марк Олбердинг   | Дејвид Томпсон*   |           |